# Радиотелевизионная мачта (Ершов)
Ершовская телерадиомачта — телерадиомачта построенная в 1974 году в городе Ершов Саратовской области. Телерадиомачта высотой в 350 м. Конструкция выполнена в виде стальной, поддерживаемой тросами, мачты.

## Интересные факты
На высоте третьей сверху площадки (приблизительно 250 м. от земли) к конструкциям мачты приварена кабина от автомобиля «Запорожец». Это сделано для того, чтобы обслуживающий персонал антенного хозяйства, застигнутый на высоте непогодой, мог переждать её в безопасности,не спускаясь на землю, т.к. спуск с 300-метровой высоты может занять до 30 минут.[значимость факта?]